# Курепа
Курепа је српско презиме. Презиме води порекло из једног од најстаријих родовских братстава Дробњака. У логору Јасеновац убијено је најмање 5 особа са презименом. Може се односити на следеће особе:
- Ђуро Курепа (1907–1993), математичар.
- Милан Курепа (1933–2000), атомски физичар.